# 盖罗尔芬根
盖罗尔芬根是德国巴伐利亚州的一个市镇。总面积12.59平方公里，总人口990人，其中男性485人，女性505人（2011年12月31日），人口密度79人/平方公里。